# ミライノベート
株式会社ミライノベートはかつて存在した日本の不動産会社。首都圏を中心に「グローベルマンション」シリーズを展開。
大京グループに属していた時期もあったが、2007年に大京が保有株式を投資ファンドに譲渡したために現在は同グループを離脱した。2008年にアゼルとの合併が発表されたが、不動産市況の変化などを理由に中止となった。
2023年2月1日付でJトラスト株式会社に吸収合併され解散。

## 沿革
- 1937年12月 - 繊維事業を目的として富山県井波町（現・南砺市）に井波機業株式會社設立。
- 1961年
  - 7月 - カロリナ株式会社に社名変更。
  - 9月 - 大阪証券取引所2部上場（現在は上場廃止）。
- 1962年4月 - 東京証券取引所2部上場。
- 1990年12月 - かろりーな株式会社に社名変更。
- 1991年5月 - 大京と提携。不動産事業進出。
- 1994年3月 - 繊維事業撤退。創業地・富山県の工場を閉鎖。現在は解体され、跡地は特別養護老人ホームが建っている。
- 2001年9月 - 株式会社グローベルスに社名変更。
- 2007年5月 - 大京グループから離脱[2]。
- 2008年
  - 8月 - アゼルとの合併を発表[4]。
  - 11月 - アゼルとの合併中止を発表[5]。
- 2012年11月 - ササキハウスを子会社化[6]。
- 2013年8月 - （旧）プロスペクトの全株式を取得し子会社化。
- 2014年
  - 3月 - 機動建設工業を子会社化[7]。
  - 10月 - 子会社の（旧）プロスペクトを吸収合併し、株式会社プロスペクトに社名変更[8]。
- 2018年
  - 11月 - 2019年3月期第2四半期報告書が提出期限である11月14日までに提出できなかったことから、監理銘柄（確認中）に指定[9]。
  - 12月 - 2019年3月期第2四半期報告書並びに、訂正処理を行った2017年3月期から2019年3月期第1四半期報告書までの有価証券報告書と四半期報告書を提出。同時に監理銘柄（確認中）の指定を解除[10]。
- 2019年3月 - 機動建設工業の全保有株式を譲渡。
- 2020年
  - 6月 - 藤澤信義が取締役に就任。
  - 7月 - 藤澤信義が取締役から代表取締役会長CEOに就任。
  - 9月
    - 当社を株式交換完全親会社、キーノート株式会社を株式交換完全子会社とする簡易株式交換を実施し完全子会社化[11]。
    - 子会社のキーノートが株式会社Robot Home（現・Residence kit）とIoT製品の供給に関して業務提携[12]。

  - 10月
    - キーノート株式会社を株式会社グローベルスに商号変更[13]。
    - 子会社の株式会社グローベルスが、株式会社日本保証と不動産投資型クラウドファンディング事業に関する業務提携[14]。
    - 藤澤信義が代表取締役会長CEOから取締役会長に就任。

  - 11月
    - 株式会社プロスペクト・エナジー・マネジメントの全株式をJトラスト株式会社に譲渡[15]。
    - 子会社の株式会社プロスペクトバイオマスが、株式会社日本エネライズに商号変更[16]。
- 2021年
  - 3月 - 子会社の株式会社オータスが、JトラストからNexus Bank株式会社の新株予約権50,000個を取得[17]。
  - 7月 - 株式会社ミライノベートに社名変更。
- 2022年9月 - 株式会社ササキハウスの全株式を譲渡[18]。
- 2023年
  - 1月 - 株式会社日本エネライズの全株式を譲渡。
  - 1月30日 - 東証スタンダード株式の上場を廃止。
  - 2月1日 - Jトラストに吸収合併され、解散。85年の歴史に幕を閉じた。